# NKOTBSB
『NKOTBSB』はアメリカの男性ボーカル・グループのニュー・キッズ・オン・ザ・ブロックとバックストリート・ボーイズがジョイントしたコンピレーション・アルバム。それぞれのグループからヒット曲を5曲ずつ、ジョイントの2曲『All in My Head』『Don't Turn Out the Lights』およびメドレー・リミックスを収録し2011年5月24日に発売された。このアルバムは発売から1週間で4万枚を売り上げ、アメリカで第7位を記録する。2011年5月25日よりイリノイ州ローズモントのオールステート・アリーナを皮切りにこのアルバムを基にジョイント・ツアーを始めた。

## 背景
2010年夏、ラジオシティ・ミュージックホールで初めて共演し、年末にジョイント・ツアーが発表された。2011年3月、ジョイント・アルバムに向けての選曲をオンラインでのファン投票がおこなわれた。2011年4月21日、約25万票の投票により選曲された曲と2曲の新曲『All in My Head』『Don't Turn Out the Lights』とメドレー・リミックス『NKOTBSB Mashup』を含むアルバム『NKOTBSB』が発売されることが発表された。『All in My Head』はアメリカン・ミュージック・アワードで演奏するような数々のスーパーグループによるヒット曲アルバムと共にバックストリート・ボーイズのアルバム『This Is Us』に収録される予定だった曲である。
このアルバムにはメンバーらのメッセージの掲載された16ページのブックレットとツアー・ポスターの付いたレギュラー・エディション、予約したファンの名前入りのファン・エディション、NKOTBSBツアーのリハーサル映像入りのDVDが付いてウォルマート限定発売のデラックス・エディションの3タイプがある。いずれのエディションでも『Don't Turn Out the Lights』がダウンロードできる。

## シングル
2011年4月5日、アルバムに先駆けて『Don't Turn Out the Lights』がレガシー・レコーディングスより発売された。この件は2010年12月のバックストリート・ボーイズのファン・イベントのクルーズにて初めて発表された。ラジオ番組『On Air with Ryan Seacrest 』で初めてこの曲が流され、同日iTunesで配信された。2011年4月14日、ビルボードのBillboard Hot 100で初登場14位となった。

## 収録曲
| #   | タイトル                                   | 作詞・作曲                                                 | 時間 |
| --- | ------------------------------------------ | ---------------------------------------------------------- | ---- |
| 1.  | 「Step By Step 」                          | モーリス・スター                                           | 4:25 |
| 2.  | 「アイ・ウォント・イット・ザット・ウェイ」 | アンドレアス・カールソン、マックス・マーティン             | 3:29 |
| 3.  | 「 You Got It (The Right Stuff)」          | スター                                                     | 4:08 |
| 4.  | 「Everybody (Backstreet's Back)」          | マーティン、デニス・ポップ                                 | 4:44 |
| 5.  | 「Please Don't Go Girl」                   | スター                                                     | 4:07 |
| 6.  | 「君が僕を愛するかぎり」                   | マーティン                                                 | 3:29 |
| 7.  | 「Hangin' Tough」                          | スター                                                     | 3:45 |
| 8.  | 「Larger than Life」                       | ブライアン・リトレル、クリスチャン・ランディン、マーティン | 3:50 |
| 9.  | 「I'll Be Loving You (Forever)」           | スター                                                     | 4:19 |
| 10. | 「Quit Playing Games (With My Heart)」     | ハービー・クリックロー、マーティン                         | 3:51 |
| 11. | 「All In My Head」                         | ナディ・カヤ、テディ・スカイ、グスタフ・エフレイムソン     | 3:51 |
| 12. | 「Don't Turn Out the Lights」              | ジェス・ケイツ、クラウド・ケリー                           | 3:29 |
| 13. | 「NKOTBSB Mashup」                         |                                                            | 6:35 |

| #   | タイトル                                        | 作詞 | 作曲・編曲 |
| --- | ----------------------------------------------- | ---- | ---------- |
| 14. | 「Don't Turn Out the Lights Recording Session」 |      |            |
| 15. | 「NKOTBSB Tour Rehearsal」                      |      |            |
| 16. | 「NKOTBSB Photo Shoot」                         |      |            |

## 順位
| チャート                            | 最高順位 | 売り上げ |
| ----------------------------------- | -------- | -------- |
| U.S. Billboard 200                  | 7        | 40,000   |
| U.S. Billboard (デジタル・アルバム) | 18       |          |
| カナディアン・アルバム・チャート    | 6        |          |
| ワールド・アルバム・トップ40        | 14       |          |